# Nant
Nant é uma comuna francesa na região administrativa de Occitânia, no departamento de Aveyron. Estende-se por uma área de 109,4 km². Em 2010 a comuna tinha 1 017 habitantes (densidade: 9,3 hab./km²).